# Adriana Arboleda
Adriana Arboleda Restrepo (Cali, 8 de agosto de 1978) es una modelo, presentadora y empresaria colombiana.

## Biografía
Adriana Arboleda nació en Cali, el 8 de agosto de 1978, en el seno de una prestigiosa familia colombiana.
Inició en el modelaje a los 17 años. Fue la ganadora del concurso en Modelo del Año en 1995, y un año después fue nombrada Look of the Year. Ha sido portada de revistas como Vanidades y Cosmopolitan. Además, fue la imagen oficial de Café de Colombia.
Adriana también incursionó en la actuación en 2000, en la telenovela colombiana Yo soy Betty, la fea.
Su debut como presentadora de farándula fue en el Noticiero CM& en 2003, aunque ya había aparecido en programas como Panorama, Persiana americana y QAP Noticias. Algunos meses después pasó a presentar la sección de entretenimiento en Noticias Caracol) de las siete de la noche, junto con Lina Marulanda. Cuando esta última dejó el noticiero, Adriana pasó a la emisión del mediodía en la sección Noticias del Otro Mundo, acompañada de Iván Lalinde. En la emisión del horario estelar estaba junto a Catalina Gómez. Después presentó en dupla con Úrsula Vargues el programa Espacio vital del canal de cable Discovery Home and Health. 
El 7 de julio de 2007, Adriana presentó con Manolo Bellon, la transmisión televisiva para Colombia del Live Earth. En 2010, en asocio con la diseñadora Johanna Ortiz lanzó Pink Filosofy, una línea de ropa femenina, por lo que fueron galardonadas en 2011 como diseñadoras revelación en los Premios Cromos de la Moda. Para 2013 hizo una con Almacenes Éxito para diseñar la línea Arkitect by Pink Filosofy.

## Familia
Adriana es hija de Francisco Arboleda Lora y de Marta Eugenia Restrepo Arango.

### Ascendencia
Su tatarabuelo paterno, Alfonso Arboleda Valencia, era hijo del político y educador colombiano Sergio Arboleda Pombo, a su vez hermano del político conservador Julio Arboleda Pombo. Los hermanos Arboleda eran descendientes de la realeza hispano-irlandesa, y entre sus ancestros estaban irlandés Calvagh O'Donnell, el español Enrique José O'Donnell y su sobrino Leopoldo O'Donnell.
Por otro lado, los Arboleda Pombo estaban emparentados con Miguel de Pombo, Lino de Pombo y el hijo de Lino, el poeta Rafael Pombo Rebolledo. Otro ancestro de los Arboleda era el prócer de la Independencia Antonio Arboleda y Arrachea, quien estaba casado con la bisnieta del noble Pedro Agustín de Valencia, de quien descienden los Valencia de Popayán. 
Para colmo en las líneas endogámicas de la familia, Sergio Arboleda, el padre del tararabuelo de Adriana Arboleda, era sobrino nieto de Antonio Arboleda por ser hijo de su hermano Julián Arboleda; y también vendría a ser descendiente lejana de Tomás Cipriano de Mosquera y sus hermanos Joaquín, y los gemelos Manuel María y Manuel José Mosquera y Arboleda.

### Matrimonios
Adriana Arboleda se casó a los 20 años con el actor y cantante Alejandro Martínez García, de quien se divorció tres años después. En 2005, sostuvo una relación con el fotógrafo Mauricio Vélez. Desde 2009 está casada con Harold Éder.

## Telenovelas
- Yo soy Betty, la fea (2000)